# تومویوکی یاماشیتا
تومویوکی یاماشیتا (انگلیسی: Tomoyuki Yamashita؛ زاده ۸ نوامبر ۱۸۸۵ درگذشته ۲۳ فوریهٔ ۱۹۴۶) یک نظامی اهل ژاپن و از فرماندهان ارتش امپراتوری ژاپن در جنگ جهانی دوم بود. وی بیشتر به دلیل فرماندهی ارتش بیست و پنجم ژاپن در نبرد مالایا و سنگاپور شناخته می‌شود. به نام «ببر ماکائو» (ماکوئو تورا) شهرت دارد.